# Nikolaos Katravas
Nikolaos Katravas fue un nadador griego que compitió en los Juegos Olímpicos de Atenas 1896.
Katravas compitió en la prueba de los 1.200 metros estilo libre. su tiempo y ubicación es desconocido, y solo se sabe que no finalizó dentro de los tres mejores tiempos.